# Giovanni Zorza
Giovanni Zorza (Milano, 1º aprile 1915 – ...) è stato un calciatore italiano, di ruolo attaccante.

## Carriera
Dopo aver militato in gioventù nella Manerbiese, ha giocato con il Brescia in Serie A nel campionato 1935-1936, sommando in tutto 2 presenze; l'esordio avviene il 20 ottobre 1935 in Brescia-Genova 1893 (0-0).
Nel 1936-1937, in Serie B, gioca 3 partite segnando una rete; nel 1937-1938, ancora in seconda serie, ottiene 4 presenze ed una rete. È la sua ultima annata con le Rondinelle, poiché viene posto in lista di trasferimento nel 1938.